# Look What You Made Me Do
«Look What You Made Me Do» ("Mira què m'has fet fer") és una cançó de la cantautora nord-americana Taylor Swift, inclosa en el seu sisè àlbum d'estudi, Reputation. Composta per Swift, Jack Antonoff, Fred Fairbrass, Richard Fairbrass i Rob Manzoli, la cançó és una pista de dance pop, amb ritme palpitant i amb abundància de sintetitzadors.
El contingut líric és fosc i venjatiu, parlant-li als enemics acèrrims de Swift, marcant un diametral canvi de so i temàtica amb els seus anteriors treballs, molt més alegres i tènues. «Look What You Made Me Do» és la sisena pista de l'àlbum i es va llançar el 25 d'agost de 2017 com a seu primer senzill, en tots els formats (digital, streaming i airplay radial) i a Youtube amb un vídeo líric dirigit per Odd. Va marcar el retorn de la cantant a la plataforma Spotify.
La cançó a hores de ser llançada, va trencar el rècord de ser el vídeo líric més vist en la història de Youtube en el seu primer dia de llançament, amb 19 milions de reproduccions, superant la marca de Something Just Like This de The Chainsmokers i Coldplay (8 milions). Juntament amb això, es va convertir en la cançó més escoltada a Spotify en les seves primeres 24 hores, amb un total de 8 milions de reproduccions, superant el rècord de Shape of You d'Ed Sheeran, que va aconseguir 6.8 milions. Posteriorment, després que el videoclip oficial fos llançat el 27 d'agost durant els MTV Video Music Awards, aquest va demorar només 23 hores a superar el seu rècord anterior de Bad blood de ser el segon vídeo musical més vist en un dia de VEVO, amb 21 milions de visites (20.917.438 visites al finalitzar les 24 hores). Finalment, i en acabar les 24 hores des de la seva estrena, el vídeo de "Look What You Made Me Do" es va convertir en el vídeo més vist en la història de Youtube en un sol dia, amb 43 milions de reproduccions, superant el rècord del sud-coreà PSY amb Gentleman (26.400.000).

## Llançament
El 18 d'agost de 2017, Swift va esborrar totes les seves fotografies de les seves xarxes socials com ara Facebook, Instagram, Twitter i Tumblr, a més de deixar de seguir a totes les persones que seguia, cosa que va provocar rumors sobre un nou llançament. El 21 d'agost, Swift va compartir un vídeo de 10 segons amb la cua d'una serp en totes les seves plataformes socials. Una segona part va aparèixer l'endemà i el 23 d'agost, va pujar un tercer teaser mostrant el cap de la serp. El mateix dia, Swift va anunciar que el primer single del seu pròxim sisè àlbum, titulat Reputation, sortiria la nit següent. La cançó va ser llançada als serveis de streaming el 24 d'agost i va tenir més de vuit milions de visites dins de les 24 hores del seu llançament a Spotify, trencant el rècord de streaming més alt d'una cançó en el seu primer dia. Va impactar la ràdio nord-americana el 29 d'agost de 2017, a través de Big Machine Records.